# Dreamhill Music Academy
Dreamhill Music Academy är en folkhögskolebaserad musikproduktionsutbildning inom populärmusik, grundad år 2013 i Örnsköldsvik.
Dreamhill Music Academy startades på privat initiativ av Anders Bagge hösten 2013, efter att han varit återkommande gästlärare vid yrkeshögskoleutbildningen Musikmakarna i Örnsköldsvik. Hans önskan var att erbjuda ambitiösa unga musiktalanger en ettårig grundutbildning i låtskrivande, musikproducerande och allmän orientering i musikbranschen, dess teknik och funktioner, även de utan högskolekvalifikationer. Utbildningen bedrivs i samverkan med Storumans folkhögskola och Musikmakarna.